# Dasymetopa quinquepunctata
Dasymetopa quinquepunctata är en tvåvingeart som beskrevs av Friedrich Georg Hendel 1911. Dasymetopa quinquepunctata ingår i släktet Dasymetopa och familjen fläckflugor.
Artens utbredningsområde är Bolivia. Inga underarter finns listade i Catalogue of Life.